# Башня ветров (Строенцы)
Башня ветров — памятник архитектуры XIX века в селе Строенцы Рыбницкого района Приднестровской Молдавской Республики.

## История
Памятник имеет форму беседки. Она была построена в 1870 году Эмилией Петровной Витгенштейн-Трубецкой, в память об её отце ─ российском генерал-фельдмаршале, участнике войны 1812 года, Петре Христиановиче Витгенштейне, имение которого находилось рядом. 
Беседка расположена на высоком крутом утесе над Днестром, и является архитектурной доминантой окружающей территории. Сооружена из тёсаного камня, её высота составляет 5 метров. Четыре квадратные колонны держат шатровую крышу.
До революции внутри беседки стоял бюст Петра Христиановича Витгенштейна, выполненный из бронзы с посвящённой ему эпитафией от поэта-декабриста Рылеева.
По склону горы, ниже Башни Ветров - находится также и Домик Графини, называемый местными жителями "обзорной беседкой". Они были построены примерно в одно и то же время. Из живописного старинного Домика открываются чудные виды на реку Днестр и виноградные плантации.

## Проблемы сохранения и реставрации
Сейчас памятник архитектуры находится в аварийном состоянии. В 2002 году ударом молнии была частично разрушена одна колонна, и конструкция сдвинулась в сторону обрыва. 
Памятник представляет угрозу для приходящих туристов, знак об этом стоит с 2006 года. Депутат Рыбницкого райгорсовета Клавдия Руссу 27 октября 2011 года сделала запрос о аварийном состоянии и угрозе жизни посетителям памятника на сессии райгорсовета. Имеются планы по реставрации памятника.